# Lumen Monteiro
Lumen Monteiro (ur. 1 lutego 1952 w Calangute) – indyjski duchowny rzymskokatolicki, od 1996 biskup Agartala.